# Xã Lake Fork, Quận Logan, Illinois
Xã Lake Fork (tiếng Anh: Lake Fork Township) là một xã thuộc quận Logan, tiểu bang Illinois, Hoa Kỳ. Năm 2010, dân số của xã này là 154 người.